# ONE LIFE (手越祐也の曲)
「ONE LIFE」（ワン・ライフ）は、手越祐也の楽曲。5枚目の配信限定シングルとして2021年11月24日にフォーライフミュージックから発売。

## 概要
- 6か月連続配信プロジェクト第五弾。
- 作詞にjam、作曲には松本俊明、アレンジには日本を代表する編曲家でキーボードプレイヤーである武部聡志を、エンジニアには今井邦彦を迎えている[2]。
- 真っ直ぐに走っていた少年の頃の自分を誇りに、一度きりの人生が精一杯輝くように、走り続けたいという想いを込めた一曲[3]。

## 収録曲
1. ONE LIFE
(作詞：jam、作曲：松本俊明、編曲：武部聡志）

## リリース
2021年11月24日から配信リリース。品番はDISA-0342。